# 사운드 카드 믹서
사운드 카드 믹서(Sound card mixer)는 사운드 카드의 아날로그 부분으로 사운드 신호를 라우팅하고 믹싱한다. 이 회로는 외부 커넥터와 사운드 카드의 디지털-아날로그 변환회로 모두로부터 입력을 받는다. 이 신호들을 선택하거나 음소거하고, 증폭(가변 이득을 사용하여)하며, 합산하고, 최종적으로 그 결과를 외부 출력 커넥터와 사운드 카드의 아날로그-디지털 변환회로 모두로 라우팅한다. 다양한 믹싱 방식이 사용되지만, 오늘날 대부분의 IBM-PC 호환 컴퓨터에 구현된 방식은 인텔의 AC'97 오디오 부품 사양에 정의된 방식의 변형이다.

## 믹서 제어
사운드 카드 믹서 제어는 컴퓨터의 운영체제에 있는 GUI 인터페이스를 통해 제공된다. 대부분의 데스크톱 환경에서 믹서는 시스템 트레이의 볼륨 아이콘을 통해 접근할 수 있다.
믹서 제어는 오디오 믹서와 유사하다. 이는 각 개별 소스를 나타내는 볼륨 슬라이더 또는 로터리 제어로 구성되며, 밸런스 및 음소거 제어가 함께 제공될 수 있다. 대부분의 인터페이스는 재생(출력) 소스와 녹음(입력) 소스 간에 전환하는 방법을 제공한다. 추가 하드웨어 또는 소프트웨어는 로우패스 필터, 디스토션 및 부스트 제어와 같은 다른 효과를 추가할 수 있다.

## 믹싱 방식
다음 도식은 일부 사운드 카드 믹서가 다른 소스의 사운드를 조작하는 방식을 크게 단순화한 예시를 보여준다.

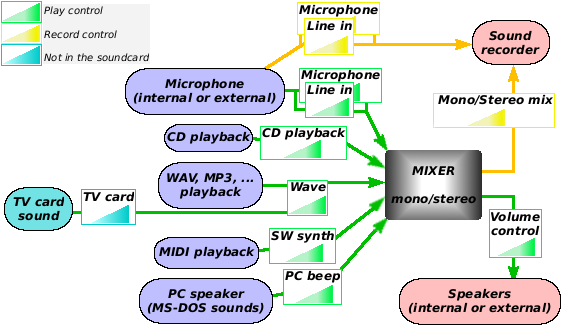

AC'97 호환 사운드 카드에서 사용되는 믹싱 방식의 보다 정확한 묘사는 AC'97 사양의 그림 17에서 볼 수 있다.

## 일반적인 입력 채널 및 제어
다음 각 신호 소스는 일반적인 믹서 방식에서 자체적인 이득 및 음소거 제어를 갖는다.
| 제어               | 채널     | 제어되는 소스 |
| ------------------ | -------- | --- |
| 웨이브 / PCM       | 스테레오 | 사운드 카드의 디지털-아날로그 변환회로를 통해 CPU에 의해 생성된 오디오 신호. (여기에는 게임, MP3 또는 WAV 플레이어에 의해 생성된 오디오뿐만 아니라 윈도우 미디어 플레이어 또는 미디어 플레이어 클래식과 같이 CPU를 통해 CD-DA를 재생하는 일부 소프트웨어, 그리고 오디오 디코딩에 CPU를 사용하는 TV 튜너 카드도 포함된다.) |
| MIDI/SW 신디사이저 | 스테레오 | 사운드 카드의 신디사이저 칩(종종 "MIDI 장치"로 설명됨) 또는 디지털 신호 처리기에 의해 생성된 오디오 신호. |
| CD 재생            | 스테레오 | 믹서의 아날로그 CD 입력으로부터 수신된 오디오 신호로, 일반적으로 CD 드라이브의 아날로그 오디오 출력에 연결된다. |
| 마이크             | 모노     | (일반적으로 두 개: MIC1 및 MIC2, 전환 가능) 아날로그 마이크 입력 중 하나를 통해 수신된 오디오 신호. MIC1은 일반적으로 외부 마이크 잭(PC99에서 분홍색)에 연결된다. 대부분의 믹서에서 이 입력에 대해 선택적으로 20 데시벨(10배 전압) 증폭기를 활성화할 수 있다.                                                             |
| 라인 입력          | 스테레오 | 믹서의 LINE 입력(일반적으로 외부 잭에 연결되며 PC99에서 연한 파란색)을 통해 수신된 오디오 신호로, HiFi 앰프, 튜너, 아이팟, 텔레비전 등을 연결하는 데 사용할 수 있다. |
| 보조 입력          | 스테레오 | 믹서의 AUX 입력을 통해 수신된 오디오 신호. 이 믹서 입력은 모든 PC에서 사용되지 않는다. |
| PC 스피커          | 모노     | 일부 사운드 카드는 IBM PC의 프로그래머블 인터벌 타이머가 PC 스피커를 위해 생성하는 (매우 조악한) 오디오 신호를 위한 입력을 제공한다. |
| SPDIF              | 스테레오 | PC 세계에서는 흔하지 않은 디지털 인터페이스 |

## 일반적인 출력 채널 및 제어
다음 각 신호 목적지는 일반적인 믹서 방식에서 자체적인 이득 및 음소거 제어를 갖는다.
| 제어                  | 채널     | 제어되는 소스 |
| --------------------- | -------- | --- |
| 라인 출력             | 스테레오 | 사운드 카드의 LINE OUT 잭(PC99에서 연한 녹색)으로 제공되는 오디오 신호. 헤드폰이나 HiFi 앰프 등에 연결할 수 있다. |
| 보조 출력             | 스테레오 | 믹서의 AUX OUT 연결로 제공되는 오디오 신호. 모든 사운드 카드가 이 믹서 채널을 외부 커넥터에 제공하지는 않는다.    |
| 모노 출력 / PC 스피커 | 모노     | 믹서의 MONO 연결로 제공되는 오디오 신호. 일부 PC는 이 신호를 내부 PC 스피커에 연결한다.                           |
| SPDIF                 | 7.1      | 디지털 인터페이스                                                                                                 |

## 일반적인 녹음 제어
일반적인 AC'97 스타일 믹서 방식에서 CPU가 오디오 신호를 수신할 수 있게 하는 아날로그-디지털 변환회로는 각 입력 중 하나에 직접 연결되거나, 믹서가 라인, 보조 및 모노 아날로그 출력을 통해 제공할 수 있는 동일한 합산 결과에 연결될 수 있다. 따라서 위 입력 및 출력 이득 제어 외에도 믹서는 녹음 소스를 선택하기 위한 여러 제어를 제공한다. 이 선택의 결과는 디지털화되기 전에 다시 음소거 및 이득 제어를 받는다.